# Severino Saoncella
Severino Saoncella (Terrazzo, 14 settembre 1906 – Terrazzo, 1º settembre 1997) è stato un pittore, scultore e fotografo italiano.
Tra i maggiori artisti della provincia di Verona del '900, ha saputo lasciare una traccia importante nel panorama locale.

## Biografia

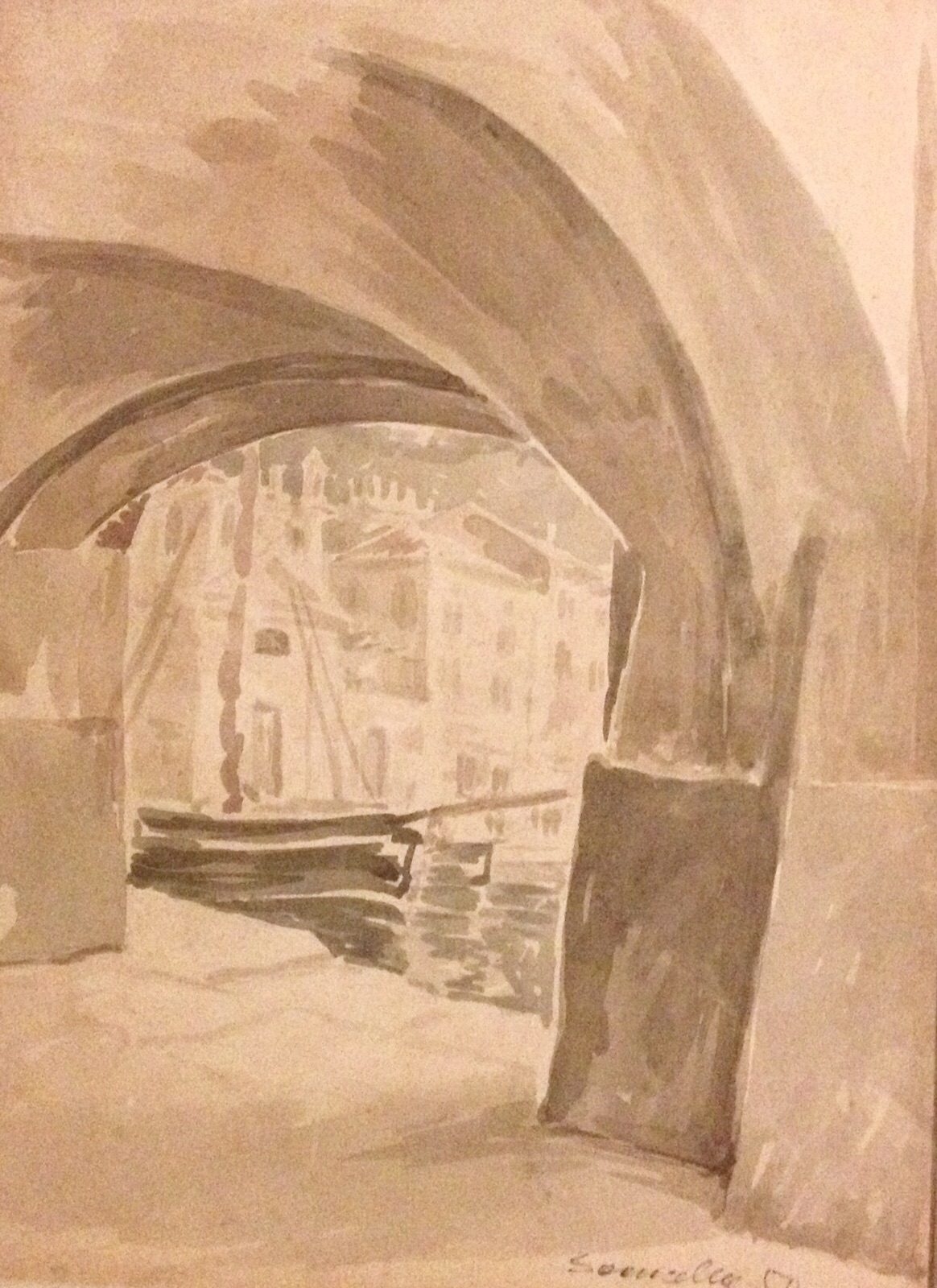
Scorcio del porticciolo, Malcesine 1950 - Acquerello. Severino Saoncella

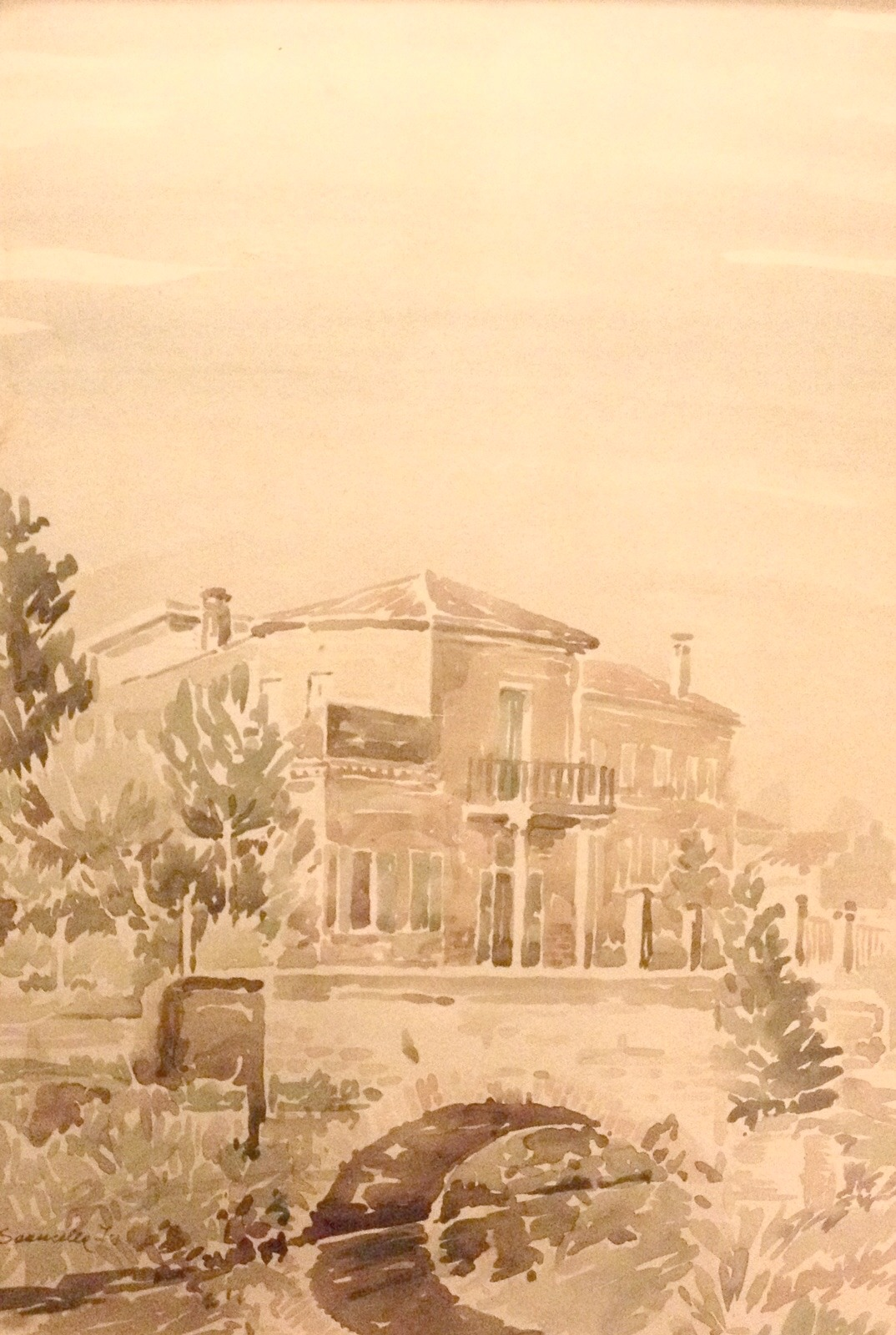
Ponte de Pipa, 1970 Terrazzo - Acquerello. Severino Saoncella

Parte di autobiografia tratta da un suo quaderno:
"Io Saoncella Severino,
venni al mondo il quattordici settembre 1906 in una casa di agricoltori di via casette a Terrazzo. Ero il quinto e ultimo nato, forse non mi aspettavano più, mia madre aveva già compiuto i quarantadue anni. Ero piuttosto bruttino e peloso, comunque tutti mi volevano bene.
Appena camminai ebbi per amiche oche, galline e tutti i pennuti dell'aia. Quando presi dimestichezza con piedi e mani, con la terra bagnata mi esprimevo formando uomini, donne, cani, gatti e tutti gli animali che ormai conoscevo. Più tardi però passavano questuanti frati e mi lasciavano qualche immagine sacra, che mi permise di avvicinarmi a quest'arte.
Iniziai le scuole primarie ed ero ammirato per le capacità nel disegno. Finite le primarie sentivo parlare della Scuola Tecnica di Legnago, a piedi era lunga ma con la buona volontà si arrivava sempre.
Nel 1918, con gli ultimi rombi di cannone e consigliato da compagni più adulti, m iscrissi alla Cavalcaselle. Era l'ultimo anno del triennio e la materia che mi piaceva di più era il disegno. Mi ci sono messo con tanta lena, che alla fine del primo anno, consigliato dal Prof. Bressan, concorsi al Premio Triennale e fui il primo assoluto in Arte Grafica. Mi regalarono un libretto di risparmio con 500 Lire, che consegnai a mia madre. Qualche anno dopo, mio fratello, che dopo le magistrali si era iscritto alla scuola "Allievi Ufficiali", godette del mio libretto per le divise estive e invernali, mantello, stivali e sciabola compresa.
Non sapevano che farne di me, ma venne in aiuto un ex curato, amico di famiglia, a convincere mio padre per la Scuola d'Arte a Verona. Trovai una famiglia ospite, iniziai le lezioni, ma dopo alcuni mesi mio padre mi fece sapere che, con cento campi, i mercati in tracollo, il disordine del dopoguerra, non poteva più supportare le mie spese. Questo lo dissi ad un insegnante, il Conte Brenzoni, che mi fece una proposta: se io avessi eseguito per lui lavori per le varie chiese, mi avrebbe pagato le spese, io accettai.
Da quel momento per me, la scuola era incerta, in compenso sarei arrivato alla soglia di quello che era il mio sogno: l'Arte Sacra. Mi comprai alcuni libri, mi dedicai alla decorazione, in case nobili imparai e feci restauri, e vidi che, anche senza tanta scuola, si poteva andare avanti."
Severino Saoncella
Negli anni seguenti, eseguì numerosi dipinti, sia nello studio che all'aria aperta, con la tecnica dell'olio, della tempera e dell'acquerello; realizzò sculture, bassorilievi e affreschi per privati e per il clero, tra i molti affreschi ricordiamo:
- 1937 - Peschiera del Garda, Chiesa Parrocchiale di San Martino Vescovo
- Ferrara di Montebaldo Archiviato il 4 marzo 2016 in Internet Archive., Chiesa Parrocchiale S. Caterina
- San Martino della Battaglia, Chiesa Parrocchiale
- Malcesine, Sala Capitanato
- Boschi Sant'anna, Chiesa Parrocchiale di Sant'Anna
- Terrazzo, Chiesa Parrocchiale San Paolo Apostolo

Nel suo paese natale, dove trascorse la maggior parte della sua vita, realizzò moltissimi dipinti che ritraevano il paesaggio locale, nelle varie ore del giorno, scorci della piazza e delle vie circostanti, riuscendo a cogliere sia attraverso la pittura che con la fotografia, il mutamento del paesaggio nel tempo. Alcuni dipinti furono da lui stesso donati all'Amministrazione Comunale di Terrazzo (VR), e con alcune di queste vedute vennero realizzate delle cartoline.
A 45 anni sposò Maria Gasparini, ed ebbe due figlie, Daniela e Cristina, la seconda seguì le orme del padre e scelse gli studi artistici divenendo poi insegnante.
La sua vita fu incentrata sulla passione e l'amore per l'arte, che riuscì a trasmettere a chi lo conosceva. Dipinse fino a 91 anni, quando si spense nella sua abitazione a Terrazzo (VR) il 1º settembre 1997, circondato dalla sua famiglia.

## Riconoscimenti
- 1986 - Parrocchia di Ferrara di Montebaldo, "con riconoscenza al sincero interprete di una storia di fede, nel volto martire di Caterina Patrona Santa"
- 2010 - Comune di Terrazzo (VR), concorso di pittura dedicato a Severino Saoncela
- 2013 - Comune di Bonavicina (VR) - Mostra di Pittura "La Bassa Veronese nell'arte del '900", organizzata da Charlie, in cui vennero esposti le opere dei maggiori artisti del '900, tra cui Luigina de Grandis.
- Charlie: Direttore artistico Salviamo il '900 Cerea 2018